# أفرو نوع جي
أفرو نوع جي (بالإنجليزية: Avro Type G) هي طائرة تجريبية، ذات السطحين بمحرك واحد ومقصورة. أنتجت في بريطانيا. من صناعة أفرو. كان أول طيران لها في 1912. صنع منها طائرة واحدة.